# 박귀희
박귀희(朴貴姬, 본명: 오계화, 본명 한자: 吳桂花, 1921년 3월 15일~1993년 7월 17일)는 일제강점기 경상북도 칠곡군 태생으로 대한민국의 가야금 산조와 병창의 명인이다.
가야금 병창으로 《죽장망혜》,《녹음방초》,《사랑가》를 즐겨 불렀다. 본명은 오계화(吳桂花)이고 아호는 향사(香史)이며, 1957년 경북대학교 경제학과를 중퇴하였다. 손재광 문하에서 소리를 전문으로 공부하기 시작했고, 이화중선·박지홍·유성준에게 노래를 배웠으며, 15세 시절이던 1935년 판소리에 첫 입문하였고 2년 후 1937년 가야금 연주자로 첫 입문하여 강태홍·오태석에게 가야금 병창을 배웠다. 19세 때 음반을 취입했고, 광복 후에는 김소희와 함께 여성국악동호회를 조직해 공연 활동을 했다. 파리민속예술제 등 국제공연을 많이 가졌다.
조선성악연구회에서 활약하고, 1939년 동일창극단에서 《일목장군》에 출연했으며 1946년 국극사에서 《선화공주》,《만리장성》에 출연했다. 1954년 여성국극동지회를 창설하고《반달》에 출연했다. 이후 1968년 가야금 병창 무형문화재 제23호로 지정되었다. 1955년 김소희·박초월·한영숙과 함께 한국예술학원을 설립해 초대 원장이 되었다.
한때 4년 연상의 이응로(李凝魯)와 1949년 결혼하였으나 성격 차이와 부군(夫君)의 성기능 마비로 인하여 1953년 이혼한 후 1956년 영화 《심청전(沈淸傳)》으로 영화 창극감독 데뷔하였고 이듬해 1957년 영화 《선화공주(善花公主)》의 주연으로 영화배우 데뷔하였다.
1960년 국악예술학교를 설립해 1973년에 이사장을 지냈다. 1962년 이래 국립국극단에서 창극의 부흥에 노력하였다.
이후 한국판소리보존회에서 재무실 실장을 거쳐 한국판소리보존회 상무이사를 역임하였고 한국국악협회 부이사장을 거쳐 서울예술전문대학 국악학과 특임교수를 지냈다.
국악발전에 기여한 공로로 1973년 국민훈장 동백장, 1989년 국민훈장 모란장을 받았으며, 1991년에 은퇴하였다. 안숙선(安淑善)·강정숙(姜貞淑)·김성녀(金星女) 등에 의하여 그의 가야금병창곡이 전승되고 있다.

## 주요 경력
- 한국국악협회 부이사장

## 학력
- 경북대학교 경제학과 중퇴

## 참고 자료
- 이 문서에는 다음커뮤니케이션(현 카카오)에서 GFDL 또는 CC-SA 라이선스로 배포한 글로벌 세계대백과사전의 내용을 기초로 작성된 글이 포함되어 있습니다.